# Braskereidfoss
Braskereidfoss est un village de la kommune de Våler dans le comté d'Innlandet. Le village compte 236 habitants au 1er janvier 2012, et est situé juste au nord du village de Våler, qui est le centre administratif de la commune.
Le village se trouve sur la ligne de Solør qui y compte une gare.
Le village compte aussi un circuit pour les courses de sports mécaniques, utilisé également pour la formation des jeunes conducteurs.
Il y a également une équipe de football, Braskereidfoss IL, qui connut la troisième division norvégienne au cours des années 1990.